# Tournoi de tennis de Bielle
Le Thindown Challenger Biella est un tournoi international de tennis masculin du circuit professionnel Challenger. Il a lieu tous les ans à Bielle, en Italie. Il a été créé en 1998 mais il a été organisé de façon irrégulière avec des interruptions en 2004, de 2007 à 2009 et de 2011 à 2013. Il se joue sur terre battue en extérieur.

## Palmarès messieurs

### Simple
| Année     | Dotation       | Vainqueur           | Finaliste          | Score          |
| --------- | -------------- | ------------------- | ------------------ | -------------- |
| 2004      | Pas de tournoi | Pas de tournoi      | Pas de tournoi     | Pas de tournoi |
| 2005      | 85 000 €       | Irakli Labadze      | Carlos Berlocq     | 7-64, 6-0      |
| 2006      | 85 000 €       | Simone Bolelli      | Ivo Minář          | 7-5, 3-6, 7-60 |
| 2007-2009 | Pas de tournoi | Pas de tournoi      | Pas de tournoi     | Pas de tournoi |
| 2010      | 30 000 €       | Björn Phau          | Simone Bolelli     | 6-4, 6-2       |
| 2011-2013 | Pas de tournoi | Pas de tournoi      | Pas de tournoi     | Pas de tournoi |
| 2014      | 42 500 €       | Matteo Viola        | Filippo Volandri   | 7-5, 6-1       |
| 2015      | 42 500 €       | Andrej Martin       | Nicolás Kicker     | 6-4, 6-2       |
| 2016      | 85 000 € +H    | Federico Gaio       | Thomaz Bellucci    | 7-65, 6-2      |
| 2017      | 106 000 € +H   | Filip Krajinović    | Salvatore Caruso   | 6-3, 6-2       |
| 2018      | 43 000 € +H    | Federico Delbonis   | Stefano Napolitano | 6-4, 6-3       |
| 2019      | 46 600 €       | Gianluca Mager      | Paolo Lorenzi      | 6-0, 64-7, 7-5 |
| 2020      | 44 820 €       | Facundo Bagnis      | Blaž Kavčič        | 64-7, 6-4, ab. |
| 2021_1    | 44 820 €       | Illya Marchenko     | Andy Murray        | 6-2, 6-4       |
| 2021_2    | 132 280 €      | Kwon Soon-woo       | Lorenzo Musetti    | 6-2, 6-3       |
| 2021_3    | 44 820 €       | Andreas Seppi       | Liam Broady        | 6-2, 6-1       |
| 2021_4    | 44 820 €       | Daniel Masur        | Matthias Bachinger | 6-3, 68-7, 7-5 |
| 2021_5    | 44 820 €       | Juan Pablo Varillas | Guido Andreozzi    | 6-3, 6-1       |
| 2021_6    | 31 440 €       | Thanasi Kokkinakis  | Enzo Couacaud      | 6-3, 6-4       |
| 2021_7    | 31 440 €       |                     |                    |                |

### Double
| Année     | Vainqueurs                               | Finalistes                                     | Score            |
| --------- | ---------------------------------------- | ---------------------------------------------- | ---------------- |
| 2004      | Pas de tournoi                           | Pas de tournoi                                 | Pas de tournoi   |
| 2005      | Gabriel Trifu Tom Vanhoudt               | Carlos Berlocq Ricardo Mello                   | 6-4, 4-6, 6-4    |
| 2006      | Lucas Arnold Ker Agustín Calleri         | Juan Martín del Potro Martín Vassallo Argüello | 7-65, 6-2        |
| 2007-2009 | Pas de tournoi                           | Pas de tournoi                                 | Pas de tournoi   |
| 2010      | James Cerretani Adil Shamasdin           | Dustin Brown Alessandro Motti                  | 6-3, 2-6, [11-9] |
| 2011-2013 | Pas de tournoi                           | Pas de tournoi                                 | Pas de tournoi   |
| 2014      | Marco Cecchinato Matteo Viola            | Frank Moser Alexander Satschko                 | 7-5, 6-0         |
| 2015      | Andrej Martin Hans Podlipnik-Castillo    | Alexandru-Daniel Carpen Dino Marcan            | 7-5, 1-6, [10-8] |
| 2016      | Andre Begemann Leander Paes              | Andrej Martin Hans Podlipnik-Castillo          | 6-4, 6-4         |
| 2017      | Attila Balázs Fabiano de Paula           | Johan Brunström Dino Marcan                    | 5-7, 6-4, [10-4] |
| 2018      | Fabrício Neis David Vega Hernández       | Rameez Junaid Purav Raja                       | 6-4, 6-4         |
| 2019      | Tomislav Brkić Ante Pavić                | Ariel Behar Andrey Golubev                     | 7-62, 6-4        |
| 2020      | Harri Heliövaara Szymon Walków           | Lloyd Glasspool Alex Lawson                    | 7-5, 6-3         |
| 2021_1    | Luis David Martínez David Vega Hernández | Szymon Walków Jan Zieliński                    | 6-4, 3-6, [10-8] |
| 2021_2    | Hugo Nys Tim Pütz                        | Lloyd Glasspool Harri Heliövaara               | 7-64, 6-3        |
| 2021_3    | Quentin Halys Tristan Lamasine           | Denys Molchanov Serhiy Stakhovsky              | 6-1, 2-0 ab.     |
| 2021_4    | Lloyd Glasspool Matt Reid                | Denys Molchanov Serhiy Stakhovsky              | 6-3, 6-4         |
| 2021_5    | André Göransson Nathaniel Lammons        | Rafael Matos Felipe Meligeni Alves             | 7-63, 6-3        |
| 2021_6    | Evan King Julian Lenz                    | Karol Drzewiecki Sergio Martos Gornés          | 3-6, 6-3, [11-9] |
| 2021_7    |                                          |                                                |                  |